# La Fiancée de l'enfer
La Fiancée de l'enfer (Hellboy: The Bride of Hell and Others) est un recueil d’histoires de la série Hellboy, et son douzième tome publié aux éditions Delcourt.

## Synopsis
Hellboy au Mexique : 1982, Mexique. Après une mission, Abe Sapien découvre une photographie d'Hellboy entouré de trois catcheurs masqués. Hellboy lui en raconte l'origine, à l'occasion de l'une de ses premières missions, en 1956, lors d'une recrudescence de sorcières et vampires. Envoyé par le BPRD, il fait équipe avec une fratrie de catcheurs mexicains, devenus justiciers après avoir eu une vision de la Vierge Marie. Une nuit, le plus jeune des trois frères est enlevé par les créatures démoniaques.
La Récompense de Sullivan : 1960, Kansas. Le BPRD est contacté par un homme s'accusant de meurtres : après avoir hérité d'une maison et avoir été mystérieusement guéri de sa dépendance à l'alcool, il découvre un squelette et trois pièces d'or. Il comprend vite que la maison « achète » les personnes qu'il lui amènera, et le maintiendra sobre. Sullivan espère une récompense plus importante en livrant à la maison une cible plus prestigieuse : Hellboy…
La Maison de Sobek : 1960, Massachusetts. Dans l'aile Égyptienne de l'Université de Gale, Hellboy fait face à un homme persuadé d'être le Pharaon Thesh, ainsi qu'à des momies rendues à la vie.
Les Endormis et les Morts : 1966, Angleterre. Hellboy rencontre un homme qui lui révèle l'histoire des vampires européens, qui décidèrent en 1774 de disparaître de la vue des hommes, tout en continuant alimenter leurs rangs et en attendant le jour de leur réveil…
La Fiancée de l'Enfer : 1985, France. Une touriste américaine a été enlevée, et est au centre d'une cérémonie mystique. Il la libère et trouve asile dans un lieu sanctifié, protégé de Saint Hagan, mais doit néanmoins combattre le démon Asmodeus, amené sur Terre sur ordre du Roi Salomon.
L'Héritage Whittier : 1985. Hellboy enquête sur la disparition d'un crâne ayant servi au cours de cérémonies occultes. Il retrouve sa trace au moment où un homme l'utilise pour découvrir "les abîmes insondés de la nuit", mais sans prendre les précautions suffisantes.
Buster Oakley voit son vœu réalisé : 1985, Kansas. Un groupe de jeunes invoquent Lucifer, Astaroth et Belzébuth lors d'une séance de spiritisme, et disparaissent. Arrivé sur place le lendemain, Hellboy découvre des dégâts dans les fermes avoisinantes, et attend la nuit : il est lui-même enlevé par une soucoupe volante, où il retrouve les précédentes formes vivantes mêlées…

## Commentaires
- Le volume se clôt par quelques croquis et les couvertures originales.
- Dans l'histoire La Récompense de Sullivan, on peut voir plusieurs affiches de films dans un cinéma abandonné, hommage à de grands classiques du cinéma d'horreur : Dracula, The Wofman, Frankenstein, Cat People, The Bride of Frankenstein et The Mummy's Ghost.
- Le livre est dédié par Mike Mignola aux « deux maîtres des histoires de fantômes », M. R. James et Sheridan Le Fanu (auteur de la nouvelle Carmilla).

## Publication
- Hellboy in Mexico (2010)
- Hellboy: Double Feature of Evil (2010)
- Hellboy: The Sleeping and the Dead (#1-2, 2010-2011)
- Hellboy: The Bride of Hell (2009)
- Hellboy: The Whittier Legacy (2010)
- Hellboy: Buster Oakley Gets His Wish (2011)
- Hellboy: The Bride of Hell and Others (TPB, 2011)
- Delcourt (collection « Contrebande »), 2012